# London Bridge (Grenadinen)
London Bridge ist eine winzige, zu Grenada gehörende Insel der Kleinen Antillen in der Karibik.

## Geographie
Die Insel ist eigentlich nur ein größeres Riff aus vier Felsen, das zwischen der Nordostküste von Grenada, vor Saint Patrick, und Caille Island im Meer liegt.